# Китайський чайний будиночок
52°24′01″ пн. ш. 13°01′56″ сх. д. / 52.4002° пн. ш. 13.0321° сх. д.

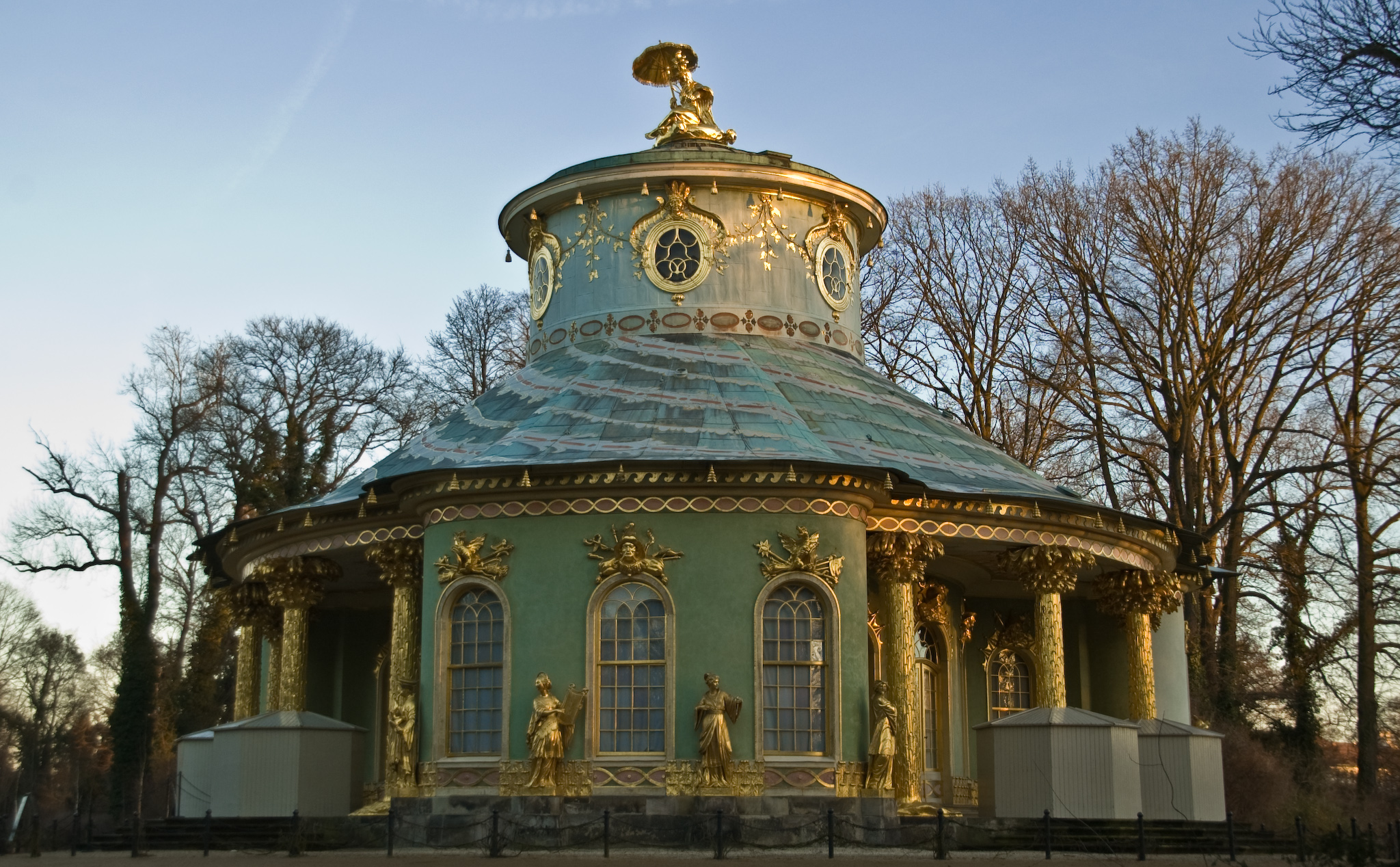
Китайський чайний будиночок в Сан-Сусі

Китайський чайний будиночок (нім. Chinesisches Haus) — садовий павільйон в парку літнього палацу Сан-Сусі в Потсдамі.

## Історія
У 17 столітті голландські торговці принесли китайські перли, лак, шовк і порцеляну в Європу. Під час епохи бароко інтерес до східних мистецтв виріс, а в епоху рококо в шинуазрі, пішла справжня мода на все китайське. На додаток, ентузіазм до азійських розкішних товарів, які мали багато спільного з рококо, виріс завдяки подорожам і виставкам, що зображують безтурботне життя китайців. Всі палаци були прикрашені порцеляною, яка була китайським стилем і настінними розписами, які представляли ідеальний світ Китаю.
Китайський чайний будиночок було побудовано за наказом прусського короля Фрідріха II Великого як прикрасу для його літньої резиденції. Проєкт був доручений архітекторові Іоганну Готтфріду Бюрінгу. Тривале будівництво, розпочате в 1755, протривало до 1764 року, що було пов'язано з Семирічною війною.

## Архітектура
Фрідріх Великий змоделював китайський будиночок на Maison Du trefle в 1738 році, де він побудував садовий павільйон на території палацу в Люневілі, Франція. Ця будівля в образі трилисника була створена французьким архітектором Еммануелем Ере для герцога Лотарингії Станіслава Лещинського, колишнього короля Польщі, який жив у вигнанні у Франції.
Побудований за ескізами самого короля, Китайський чайний будиночок є яскравим прикладом захоплення тієї епохи виробами в китайському стилі, суміші орнаментальних стильових елементів рококо і східнобудівельних форм.
Обриси китайського будиночка нагадують форму листа конюшини. До круглого залу в центрі споруди примикають три кабінети, які розділені між собою відкритими верандами. Дах виконаний у вигляді намету. На куполі встановлена фігура сидячого під парасолькою китайського мандарина. Авторами позолочених скульптурних груп і окремих фігур є скульптори Бенкертом і Геймюллер. Всередині будиночка представлена китайська та японська колекція порцеляни.